# Leon Negruzzi

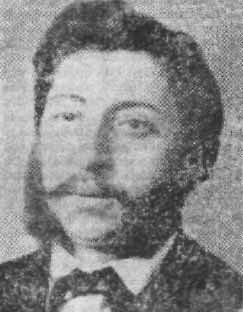
Leon Negruzzi

Leon (von) Negruzzi (* 5. Juni 1840 in Iași; † 16. Juli 1890 in Trifești) war ein rumänischer Jurist, Dichter, Romancier und Übersetzer.

## Leben
Seinen ersten Unterricht erhielt Negruzzi im Elternhaus. 1852 wurde er gemeinsam mit seinem Bruder Iacob Negruzzi zum weiteren Schulbesuch nach Berlin geschickt, wo er seine Gymnasialausbildung abschloss. Er besuchte Vorlesungen in Philosophie und Rechtswissenschaft an den Universitäten in Universität Wien und der Friedrich-Wilhelms-Universität zu Berlin. Das Studium beendete er jedoch ohne Abschluss. Ab 1859 war er Angehöriger der Corps Neoborussia Berlin und Marchia Halle. 1864 wurde er Richter am Gerichtshof in Iași, später Generalstaatsanwalt (procurorul general) am Appellationsgericht (Curtea de Apel). Außerdem war er von 1871 bis 1876 Bürgermeister und Präfekt in Iași. Später war er Senator und ab 1888 erneut Präfekt von Iași. Er war Dr. iur. und Hofgerichtspräsident. Neben seiner beruflichen Laufbahn schrieb Negruzzi zahlreiche belletristische Werke, hauptsächlich Romane und Erzählungen. Seine erste Erzählung Vântul soartei, erschien 1867 in der Zeitschrift der Junimii. Negruzzi war Mitglied der Societatea Junimea, einer 1863 in Iași gegründeten rumänischen Literaturgesellschaft, deren Ziel es war, die rumänische Sprache in ihrer kulturellen Tradition zu bewahren und vor fremden sprachlichen Einflüssen zu schützen.
Negruzzis Romane, viele davon Abenteuerromane, gehören zu den erfolgreichsten Büchern der rumänischen Literatur in der zweiten Hälfte des 19. Jahrhunderts.

## Romane

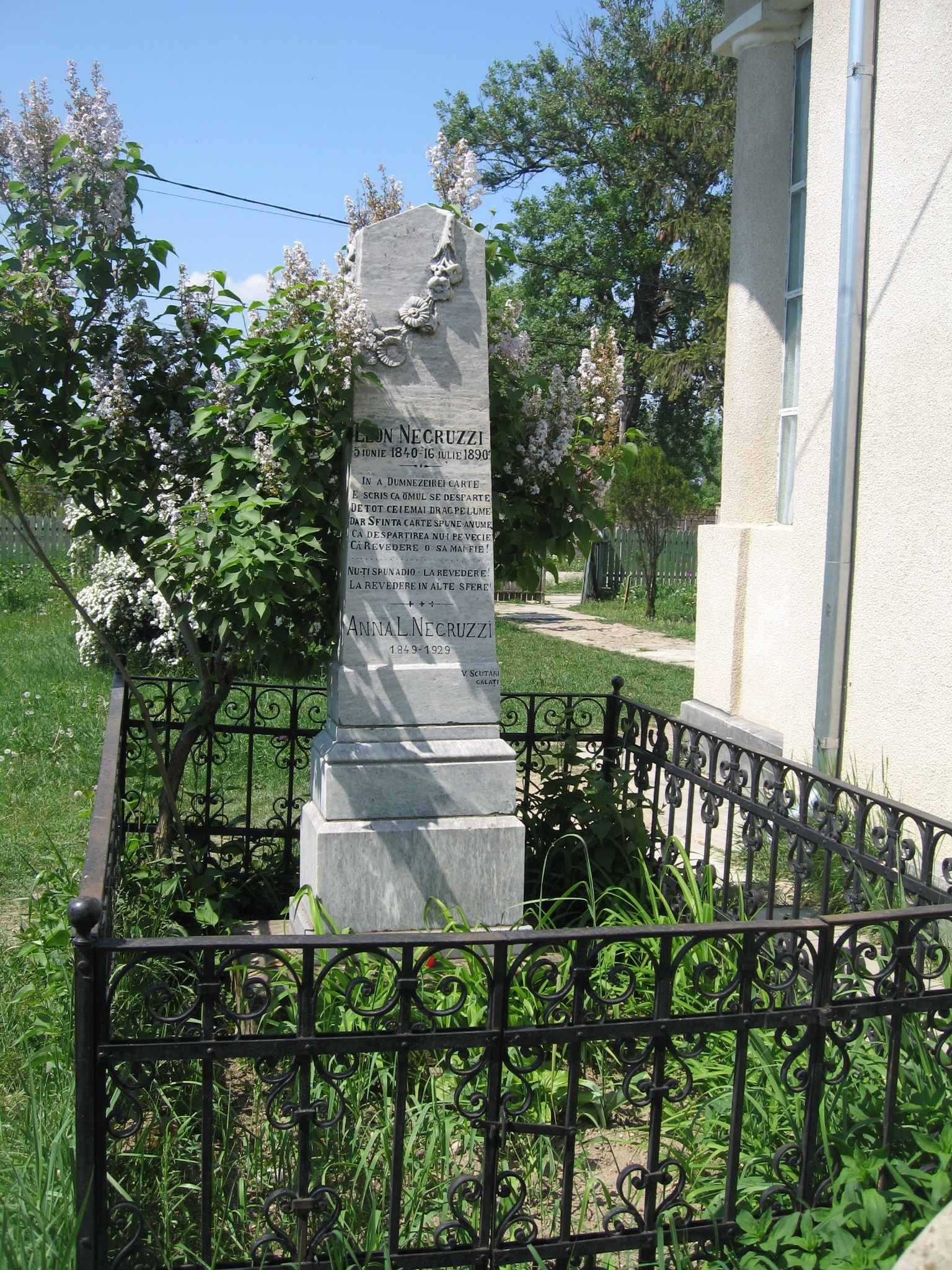
Leon Negruzzis Grab auf dem Kirchhof von Hermeziu

- Vântul soartei (1867)
- Evreica (1868)
- O răzbunare (1874)
- Țiganca (1877)
- Serghie Pavlovici (1881)
- Osândiții (1881–1882)